# Гипсокартон
Гипсокартон или гипскартон е строителен материал. Представлява панел от два листа хартия или картон между които има сърцевина от гипс с обща дебелина обикновено между 0,6 и 2,5 cm. Използва се за облицовка на стени, окачени тавани, преградни стени и декоративни елементи.

## Видове гипсокартон
Гипсокартонът се дели на обикновен, водоустойчив и пожароустойчив. Всички видове гипсокартон са със стандартни размери – широчина – 0,6/1,2/1,25 м и дължина от 2,00 до 3,00 м.

### Обикновен гипсокартон
Обикновеният гипсокартон 12,5 (13 mm в някои страни) се използва при изграждането на преградни стени, предстенни обшивки и окачени тавани. Означава се с GKB (Knauf) или RB(Rigips) BA13(Placo) и е приет стандартен бял цвят на листовете хартия.

### Водоустойчив гипсокартон
Притежава всички свойства на обикновения гипсокартон, характерно за него е вложеният силикон в сърцевината, благодарение на който водоустойчивия гипсокартон не влошава своите експлоатационни характеристики при наличие на влага. Приетото означение е GKI или RBI а цветът на листовете хартия е зелен. Подходящ е за помещения, с по-голяма влажност като бани и кухни.

### Пожароустойчив гипсокартон
Използването на пожароустойчив гипсокартон покрива изискванията за противопожарна безопасност. Поради негоримостта на вложените в сърцевината фибри, неговото използване ограничава разпространението на огъня. Може да се познае по характерния за листовете хартия розов цвят, а приетото означение е GKF.
Съществуват още много видове гипсокартон. някои дори нямат хартиено покритие а само сърцевина армирана със стъклени фибри (Ridurit, Rigiform), листове с повишена твърдост(HD жълт цвят) както и с оловно покритие отзад, за радиоактивна защита в рентгенови кабинети